# 우정국 (전한)
우정국(于定國, ? ~ 기원전 40년)은 전한 후기의 관료로, 자는 만천(曼倩)이며 동해군 담현(郯縣) 사람이다.

## 생애
아버지 우공(于公)은 현의 옥리(獄吏)였는데, 공정한 판결로 동해군에서 유명하여 살아있는데도 사당이 세워질 정도였다.
우정국은 우공에게서 법률을 배웠고, 우공이 죽은 후 자신도 옥리가 되었다. 훗날 정위의 사(史)가 되었고, 어사중승(御史中丞)의 종사(從事)로 발탁되어 반란을 일으킨 자의 옥사를 담당하였다. 이후 능력을 인정받아 시어사(侍御史)·어사중승으로 승진하였다.
원평 원년(기원전 74년), 소제가 붕어하고 창읍왕이 즉위하였으나 음란하였기 때문에 우정국은 이를 간언하였다. 이후 창읍왕이 폐위되고 선제가 즉위하였고, 전에 유하에게 간언한 자들이 모두 발탁되어 이때 우정국은 광록대부·평상서사(平尙書事)가 되어 크게 중용되었다. 이후 수형도위·정위를 역임하였다.
우정국은 스승에게서 《춘추》를 익혀 유생을 귀하게 여겼다. 또 재판을 할 적에는 약자를 불쌍히 여기고, 죄목이 의심스러울 경우에는 죄목이 가벼운 쪽을 우선으로 하여 신중하게 행동하였다. 때문에 조정에서는 '장석지가 정위가 되니 천하에 누명을 쓰는 이가 없어졌고, 우정국이 정위가 되니 누명을 쓸까 봐 걱정할 필요가 없어졌다'라고 하였다. 또 우정국은 술꾼이었는데, 술과 얽힌 송사를 깔끔히 처리하기도 하였다.
정위를 18년 동안 맡은 우정국은 은퇴한 두연년을 대신하여 어사대부가 되었다. 이듬해에는 황패의 뒤를 이어 승상이 되었고, 서평후(西平侯)에 봉해졌다.
원제가 즉위하고, 우정국은 구관으로서 존경받았다. 한편 전임 어사대부 진만년은 우정국과 부딪히는 일이 없었는데, 새로 임명된 공우는 이따금 우정국과 반대되는 의견을 내었다. 대부분 우정국의 의견이 받아들여졌으나, 마침 천재지변으로 인한 유민의 발생이 대신의 잘못이라는 의견이 있어 원제는 둘을 질책하였다.
영광 원년(기원전 43년), 일식이 일어났다. 이때 질책을 받은 우정국은 승상 자리에서 물러났고, 3년 후 죽으니 시호를 안이라 하였다. 아들 우영이 작위를 이었고, 우영 또한 벼슬이 어사대부에 이르렀다.